# Rencontres trans musicales
Les Rencontres Trans Musicales — plus simplement les Trans Musicales ou Les Trans — sont un festival international de musiques actuelles qui se tient tous les ans début décembre à Rennes et qui s'étire sur trois à cinq jours suivant les années. Il se démarque par sa programmation sans têtes d'affiches, axée sur la découverte de groupes précurseurs venant du monde entier.
En 2023, le festival a rassemblé plus de 60 000 personnes et a comptabilisé environ 33 000 entrées payantes.

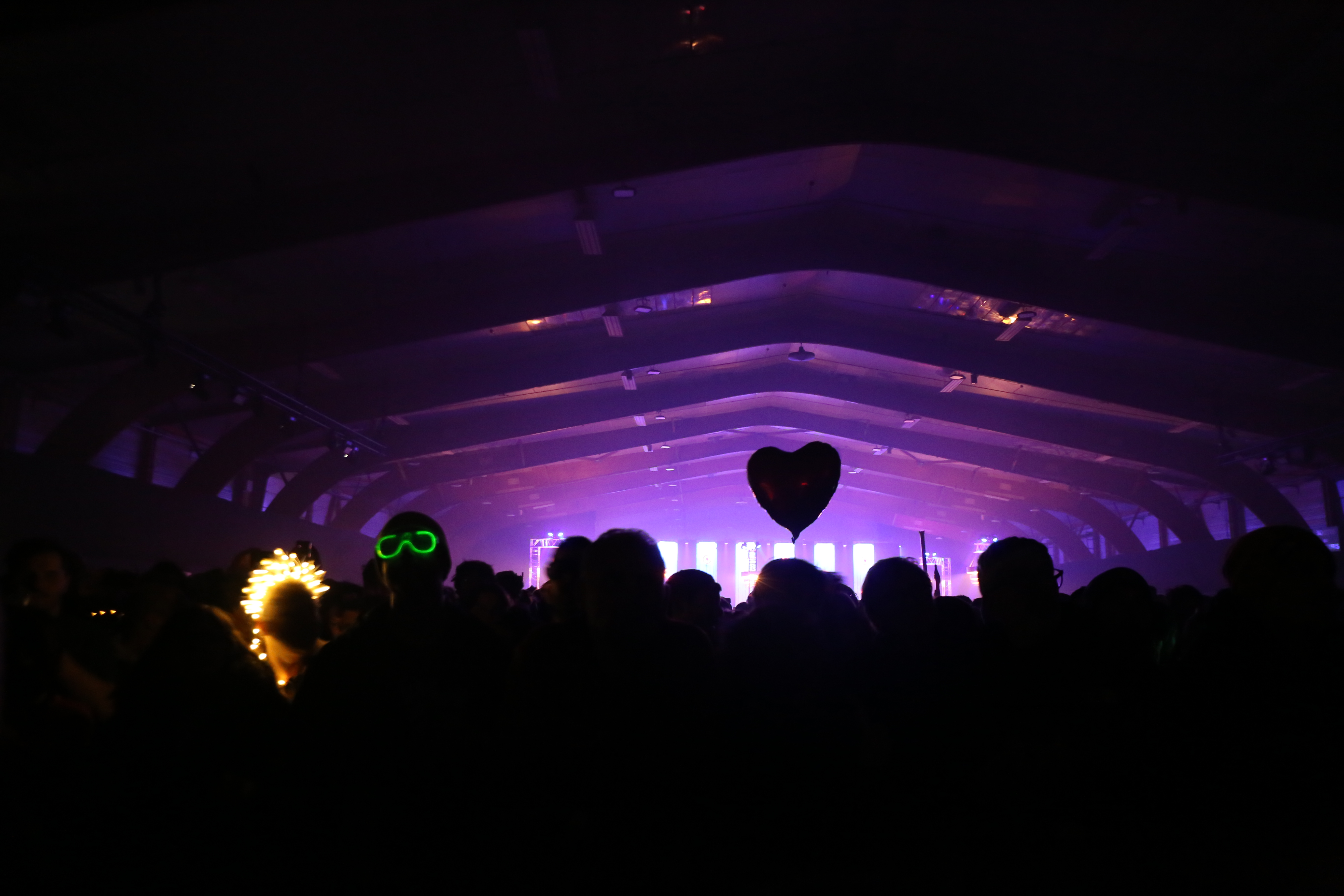
Public des Trans Musicales 2024 dans un hall du parc expo

## Histoire
Les Rencontres Trans Musicales, souvent surnommées Trans ou Trans Musicales, naissent en 1979 à l'initiative de l'association rennaise « Terrapin » (nommée ainsi en référence au morceau Terrapin issu de l'album The Madcap Laughs de Syd Barrett), constituée de Béatrice Macé, Jean-Louis Brossard, le disquaire Hervé Bordier (qui part en 1996), Jean-René Courtès (jusqu'en 1989) et d'autres étudiants rennais passionnés de musique. L'association étant en déficit, ses membres programment un concert de soutien qui réunit la fine fleur du rock local. La première édition se déroule au mois de juin dans la salle de la Cité : 12 groupes jouent sur deux soirées ; la participation est libre et la manifestation réunit 1 800 personnes. Ce n'est qu'à partir de la seconde édition qu'elles se déroulent au début du mois de décembre.
Dans ses premières années, le festival a lieu en centre-ville dans les salles de la Cité, de l'Ubu et dans plusieurs équipements des quartiers de Rennes. Depuis 1996, conjointement aux Trans Musicales, se déroule le festival "Bars en Trans" qui rassemble 80 artistes en 2014,.
En 1989, le Festival commence à utiliser la Salle omnisports. Depuis 2004, les Trans ont été déplacées au Parc Expo de Rennes (à côté de l'aéroport) sur la commune de Bruz et collaborent avec le théâtre de « l'Aire Libre » en continuant de programmer la salle de la Cité et à l’Étage du Liberté en centre-ville. Après les Trans 2012, la Salle de la Cité n'est plus utilisée en soirée mais elle accueille les concerts scolaires lors de l'édition 2014.
Les Trans se sont exportées en Chine, en Norvège, au mois de mai 2010 en République tchèque et en Russie, promouvant des artistes francophones,.
Le 8 décembre 2010, l'ATM a ouvert le site Mémoires de Trans, site collaboratif qui retrace l'histoire des Trans depuis leurs débuts.
En 2023, le site du Parc Expo affiche complet sur deux des trois jours, totalisant 32 600 festivaliers sur le week-end. S'y ajoute des concerts gratuits en centre-ville l'après-midi.

## Programmation
Connues pour leur programmation musicale radicalement axée sur la découverte, les Trans sont dorénavant internationalement reconnues par la presse[réf. nécessaire], les révélations du festival devenant régulièrement les têtes d'affiches du lendemain. C'est à Rennes qu'ont joué pour la première fois en France Björk, Ben Harper, Lenny Kravitz et que se sont révélés au public Étienne Daho, Arno, Stephan Eicher, Les Négresses Vertes, Bérurier Noir, Noir Désir, Mano Negra, Denez Prigent, Daft Punk, Amadou & Mariam, the Fugees, Beastie Boys, Birdy Nam Nam, Justice, Stromae, M.I.A., London Grammar, Nada Surf, Nirvana entre autres artistes,.

### Bars en Trans
Depuis 1996, en parallèle du festival officiel, l'association 3 p'tits tours organise un festival indépendant Bars en Trans, programmant une centaine de groupes émergeant dans les bars de la ville de Rennes,. À l'instar des Trans musicales, sa programmation s'étend sur tous les styles musicaux, en se focalisant plutôt sur les artistes francophones.

### Filmographie
- David Morvan et Erwan Le Guillermic, « Rock'n'Rennes », 2015, Aligal Production / France Télévisions